# نادية الغزالي
نادية الغزالي (3 أبريل 1961) هي عالمة رياضيات وإحصائية مغربية-كندية، من مواليد الدار البيضاء، أكملت دراستها في جامعة رين في فرنسا، بعد تخرجها قررت الذهاب إلى كندا كباحثة ما بعد الدكتوراه في جامعة مكغيل، حيث انضمت إلى هيئة التدريس في جامعة لافال في عام 1993. واثناء عملها حصلت على مقعد NSERC للنساء العاملات في العلوم والهندسة في عام 2006. وبعدها عينت في أكاديمية الحسن الثاني للعلوم والتكنولوجيا. ثم شغلت منصب رئاسة جامعة كيبيك في تروا ريفيير من عام 2012 حتى عام 2015، ثم استقالت بعد أن واجهت انتقادات بشأن ممارسات الإدارة في بناء الجامعة. تعمل حاليًا أستاذة في قسم الرياضيات وعلوم الكمبيوتر. بصفتها إحصائية، فهي معروفة بعملها على NbClust، وهي حزمة في نظام البرنامج الإحصائي آر لتحديد عدد الكتل في مجموعة البيانات. وهي حالياً نائبة رئيس الشبكة الدولية للمهندسات والعلماء (INWES) منذ عام 2021.